# Phyllanthus microcladus
Phyllanthus microcladus es una especie de arbusto perteneciente a la familia de las filantáceas. Es originaria del este de Australia. Está considerada en peligro de extinción.

## Descripción
Es una planta pequeña sin pelos, con muchas ramas pequeñas, de hasta 35 cm de altura, con hojas pequeñas, de 4 a 8 mm de largo y de 2 a 5 mm de ancho. Hojas de 1 mm de largo. La forma de la hoja es principalmente redonda y algo forma de cuña. Hojas glaucas por debajo. La floración se produce en los meses de verano en relativamente largos tallos. El fruto es una cápsula pequeña, de unos 3 mm de largo.

## Distribución y hábitat
Se encuentra en la selva tropical, desde el sur hasta Grafton, Nueva Gales del Sur al bosque húmedo al sureste de Queensland. Muy a menudo se ve en los valles de los ríos Brunswick, Richmond y Tweed en el extremo norte oriental de Nueva Gales del Sur.
Antiguas zonas de hábitat han sido talados para la agricultura y la vivienda. Las poblaciones son pequeñas y fragmentadas, y se ven amenazadas por las malas hierbas invasoras y al ser aplastado por los animales domésticos como el ganado. La erosión también amenaza su hábitat. Las flores masculinas y femeninas crecen en plantas diferentes.

## Taxonomía
Phyllanthus microcladus fue descrita por (Sw.) J.F.Gmel. y publicado en Linnaea 34: 71. 1865.
Sinonimia
- Sauropus albiflorus subsp. microcladus (Muell.Arg.) Airy Shaw
- Phyllanthus pseudo-virgatus
- Phyllanthus pusillifolius S.Moore
- Sauropus albiflorus (F.Muell. ex Muell.Arg.) Airy Shaw
- Phyllanthus albiflorus Muell.Arg.[4][5]